# Ivan X. Drašković
Ivan X. Drašković, punim imenom Ivan Rudolf Drašković Trakošćanski (Požun, 1. ožujka 1878. – Beč, 4. veljače 1963.), hrvatski velikaš i grof iz hrvatske velikaške obitelji Drašković. Posljednji je vlasnik dvorca Trakošćan kojeg je obitelji oduzela jugoslavenska komunistička vlast 1945. godine, a članovi obitelji su prebjegli u inozemstvo.
Bio je sin grofa Ivana IX. Draškovića i grofice Julije Erdődy. Oženio se 1912. godine s groficom Norom von Lützow (1891. – 1945.) s kojom je imao kći Elizabetu i sina Ivana XI. Petra.  U drugom braku s groficom Claudinom Annom Marijom von Thuillières la Roche (1888. – 1954.) nije imao potomstva. Njegov sin nije ostavio potomstvo ni u jednom od dva braka, čime je ta grana Draškovića izumrla, a prvenstvo je prešlo s potomaka grofa Ivana IX. na potomke grofa Pavla II. Draškovića.